# 張家樹
張 家樹（ちょう かじゅ、1893年 - 1988年）は、元の名を張端六と言い、洗礼名はルイス。カトリック上海教区初の自選自聖による司教である。

## 生涯
1893年（光緒19年）、張家樹は江蘇省松江府南匯県八灶（現在の上海市浦東新区康橋鎮沿南村）の代々カトリックを信仰していた家庭に生まれた。そこはカトリック教徒が居住する長い歴史のある村で、村の中には規模の大きなゴシック様式のカトリック教会（張家聖母七苦堂）があった。後にイエズス会が上海徐家匯で創立した徐匯公学校で学び、1910年に修道生活を志す。1911年、張はイギリスに留学する。1918年に帰国し、1920年に再び渡英して、1923年にイギリスで司祭に叙階された。1925年に帰国するまで、フランスのパリやリヨンなどの華僑の信者の間で働いた。帰国後、浦東伝家玫瑰堂の助任司祭に就任した。次の年に徐匯公学校指導主任を任され、1937年8月には校長に昇進した。
1955年9月8日、上海教区の龔品梅司教と一群の神父らは、“反革命集団”とされて逮捕され、入獄した。その際、張家樹は同じ上海教区の張士琅、張伊耕、李思徳、徐元栄、范良佐らの神父とともに、中国共産党政府による龔品梅司教等“反革命分子”の逮捕を擁護し、“愛国愛教”の道を歩むことを表明した。
1960年4月23日、上海教区の一群の神父と信徒は、67歳の張を上海教区司教に推挙した。4月27日、徐家匯大聖堂で瀋陽教区の皮漱石大司教の司式により叙階された。上海教区の司教座聖堂も徐家匯聖イグナチオカテドラルに移された。
1966年、文化大革命が始まり、蒯大富が率いる北京清華大学の紅衛兵である“井岡山兵団”が南下し、“破四旧”を名目に徐家匯聖イグナチオカテドラルを破壊し、神父と修道女を批判して闘争を挑み、彼らに聖像と十字架を冒涜するよう迫った。張は聖像に向かって祈り、跪いたまま立とうとしなかった。この後、張は下放され、傘を直したり、ガラス瓶を洗浄して働いた。
1979年、張は名誉を回復された。1980年5月、中国カトリック第3回代表会議が開催され、彼は新しく成立した中国天主教司教団団長と中国天主教教務委員会主任に当選した。張は後継者として、教区司教総代理李思徳神父と神学校校長金魯賢神父を協働司教に指名した。1984年11月25日、上海市天主教教務委員会は一致して張司教の名の下に李思徳と金魯賢を協働司教に選出した。そして1985年1月27日から1月29日まで、李思徳と金魯賢両者の協働司教の叙階式が行われた。叙階式は中国天主教愛国会主席である宗懐徳司教が主司式し、武漢教区董光清司教、南京教区銭恵民司教が共同司式した。中国天主教主教団および近隣教区の20人余りの司教が祝賀に訪れた。上海市人民政府副市長葉公琦等の指導者も張家樹司教、李思徳、金魯賢2名の協働司教、および祝賀に訪れた司教全員と会見した。
1988年2月中旬に上海で世を去る。95歳であった。その遺骨は徐家匯聖イグナチオカテドラルに安置された。